# Kostel svatého Jana Křtitele (Pohoří)
Kostel svatého Jana Křtitele je římskokatolický filiální kostel v Pohoří, patřící do farnosti Opočno.

## Historie
V roce 1863 byla postavena proti škole veřejná kaplička zasvěcená sv. Janu Křtiteli. V roce 1902 byla zahájena stavba současného kostela a po jeho dokončení byla v roce 1904 kaple zbořena. Generální oprava kostela proběhla v letech 2000–2002.

## Bohoslužby
Bohoslužby se konají v neděli v 11.00.